# Tanjungmekar (Tanjungkerta)
Tanjungmekar is een bestuurslaag in het regentschap Sumedang van de provincie West-Java, Indonesië. Tanjungmekar telt 3988 inwoners (volkstelling 2010).